# Donald Keck
Donald B. Keck (Lansing, 2 de janeiro de 1941) é um físico e engenheiro estadunidense.
É conhecido por participar no desenvolvimento da fibra óptica.